# Соун, Джон
Сэр Джо́н Со́ун, Со́ан, Сон (англ. John Soane, Soan; /səʊn/, /soʊn/; 10 сентября 1753[…], Рединг — 20 января 1837[…], Лондон) — английский архитектор-палладианец, представитель неоклассицизма. Коллекционер произведений античного искусства и картин разных времён. Создатель знаменитого Музея Джона Соуна в Лондоне.

## Биография
Джон Соун родился 10 сентября 1753 года в семье каменщика, в небольшом поселении Горинг-на-Темзе в графстве Оксфордшир.
Он был вторым выжившим сыном Джона Соана (John Soan) и его жены Марты. Букву «e» архитектор добавил к фамилии в 1784 году, когда женился. Его отец был строителем-каменщиком и умер, когда Соуну было четырнадцать лет, в апреле 1768 года. Он получил образование в соседнем городе Рединге в частной школе, которой руководил Уильям Бейкер. После смерти отца семья Соана переехала в соседний Чёртси, чтобы жить с братом Соана Уильямом, который был на двенадцать лет старше его. Уильям познакомил брата с Джеймсом Пикоком, геодезистом, который работал с Джорджем Дэнсом Младшим. Соун начал своё обучение на архитектора в возрасте пятнадцати лет под руководством Джорджа Дэнса и присоединился к архитектору в его доме и офисе в лондонском Сити. Дэнс был одним из основателей Королевской академию искусств в Лондоне и, несомненно, поощрял Соуна посещать бесплатные классы академии в 1771 году.
Разрастающаяся семья Дэнса, вероятно, стала причиной того, что в 1772 году Соун продолжил своё образование, присоединившись к офису Генри Холланда. Генри Холланда. Во время учёбы в Королевской академии он был награждён 10 декабря 1772 года серебряной медалью за обмерный рисунок фасада Банкетного дома в Уайтхолле, за которым последовала золотая медаль 10 декабря 1776 года за проект Триумфального моста. В декабре 1777 года он получил стипендию для на поездку в Италию.
В Италию он прибыл через Париж, а затем три года, преимущественно в Риме, изучал архитектурные памятники античности и занимался разработкой проектов общественных строений. Соун побывал в Казерте, Капуе, из Неаполя Соан совершил несколько экскурсий, включая Поццуоли, Кумы и Помпеи. Он также посетил представление в Театре Сан-Карло и поднялся на Везувий. Посетив Пестум, Соан был глубоко впечатлён греческими храмами. Затем он посетил Чертоза ди Падула, отправился в Эболи и Салерно. Позже посетил Геркуланум. Не найдя постоянной работы, Соун был вынужден в 1780 году вернуться на родину. Поселился в Восточной Англии.
В 1784 году Джон Соун женился. В браке родилось два сына. В 1788 году Соун занял место умершего Роберта Тейлора в качестве архитектора и землеустроителя Банка Англии, здание которого стало наиболее известной его работой. При этом задача, стоявшая перед ним, была достаточно сложной: требовалось расширить и практически полностью перестроить здание банка. Однако архитектор нашёл интересное решение, избрав форму и пропорции коринфских колонн храма Сивиллы в Тиволи (правда, само здание ничем не напоминает римскую постройку).
Работа в Банке и особенно личные знакомства, появившиеся во время этой работы, сделали Джона Соуна известным лондонским архитектором. В 1795 году он стал ассоциированным королевским академиком искусств, а в 1802 году — полным королевским академиком. В 1806 году Соун получил должность профессора архитектуры в Королевской Академии искусств, оставаясь им до конца своей жизни. В 1814 году он был назначен на работу в Столичное управление строительства (англ. Metropolitan Board of Works), работая там вплоть до ухода в 1832 году.
В 1831 году Джон Соун получил звание рыцаря-бакалавра (Knight Bachelor) Британской империи.
Джон Соун умер в своём доме в Лондоне в 1837 году. Дом на Линкольнс-Инн-Филдс, в котором он жил, в настоящее время является музеем.
Известным учеником сэра Джона Соуна был лондонский архитектор Роберт Смёрк. Его студентами в академии были Джордж Гилберт Скотт, Оуэн Джонс и Генри Робертс.

## Архитектурная деятельность
Проведя реконструкцию здания Банка Англии, Джон Соун стал известным архитектором Лондона. Он занимался прибыльной архитектурной практикой не только в самом городе, но в пригородах Большого Лондона, перестраивал и проектировал загородные дома британской аристократии. В своём архитектурном творчестве он был последователем знаменитых английских палладианцев Джона Ванбру и Джеймса Уайетта.
Самой известной работой Соуна является здание банка Англии в лондонском Сити. В 1789 году он разработал проект пивоваренного завода и резиденции Уильяма Блэкалла. В 1791 году Соун назначен производителем работ в Сент-Джеймском дворце и резиденций Парламента Великобритании. В 1822 году, будучи официальным архитектором Управления работ, Соун получил задание переделать Палату лордов в Вестминстерском дворце. Он добавил изогнутую готическую аркаду с входом, ведущим во двор, новую Королевскую галерею, главную лестницу и вестибюль, все интерьеры были в величественном неоклассическом стиле, завершены к январю 1824 года. Позже четыре новых комнаты для комитетов, новая библиотека для Палаты лордов и для Палаты общин, изменения в доме спикера Палаты общин, а также новая библиотека, комнаты для комитетов, комнаты клерков и склады, все это было уничтожено пожаром 1834 года.
В 1795 году Джон Соун занимал должность архитектора департамента лесного хозяйства; в 1807 году — производителя работ в Королевском госпитале в Челси. В 1813 году он руководил строительством в общине масонов. В 1808 году Джон Соун принимал участие в реставрационных работах в Оксфорде и Кембридже, в 1812 году построил здание Далиджской картинной галереи (1811—1814).
Среди его наиболее заметных произведений — интерьеры столовых комнат в домах 10 (резиденции премьер-министра) и 11 (резиденции второго лорда казначейства) на улице Даунинг-стрит, а также дом Питцхангеров (англ. Pitzhanger Manor, 1800—1803).

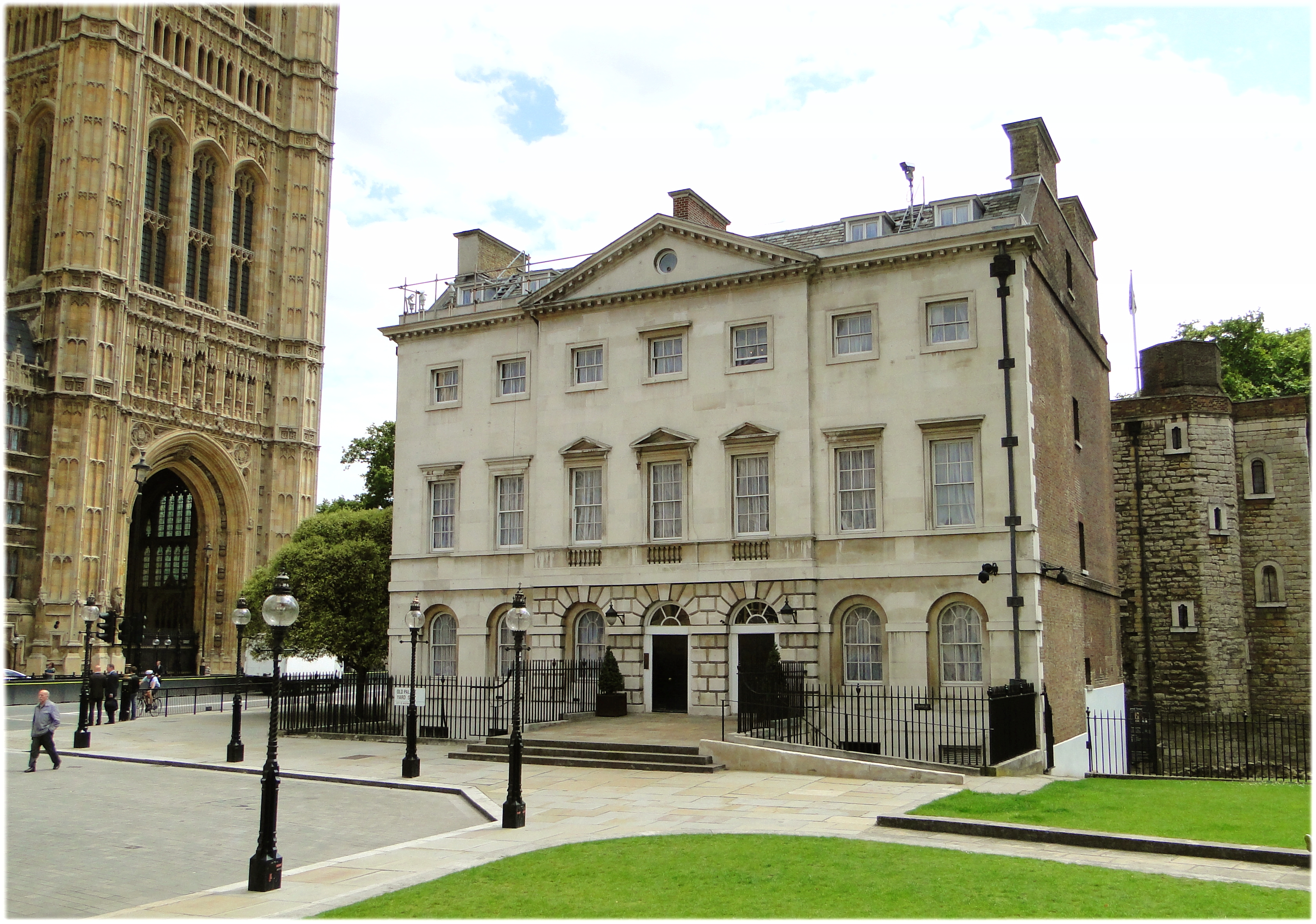
Дворец Старого двора. Вестминстер
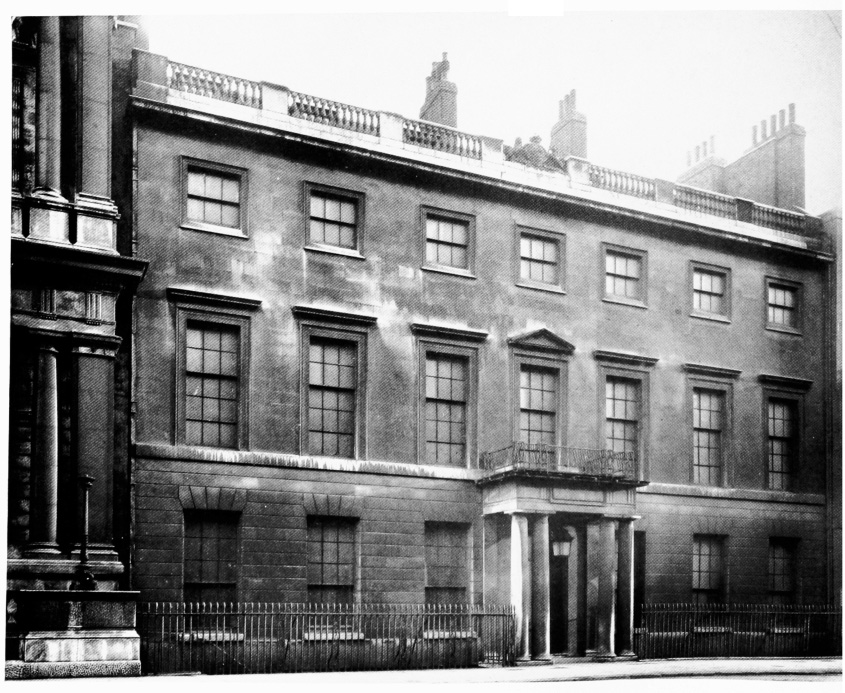
Дом Букингем. Пэл Мэл. Разрушен в 1908 г.
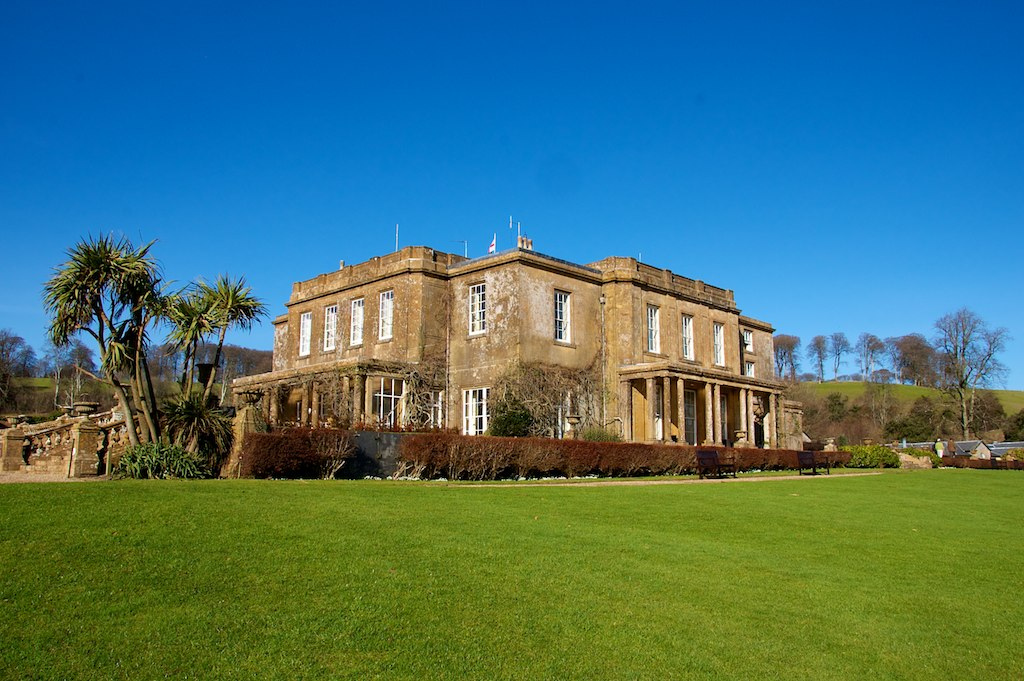
Крикет Хаус. Сомерсет
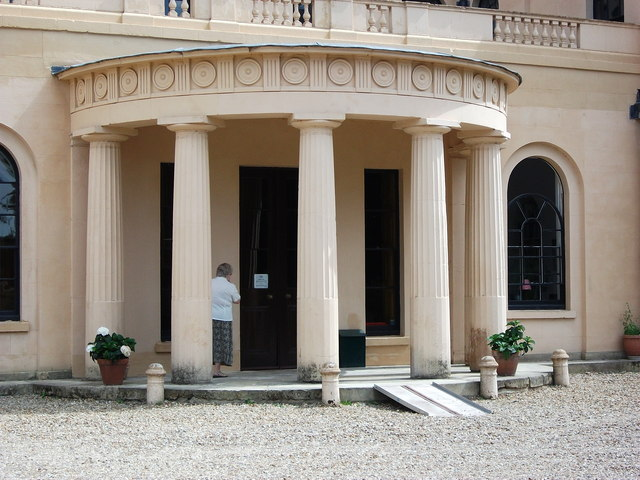
Моджерхэнгер Хаус. Полуротонда
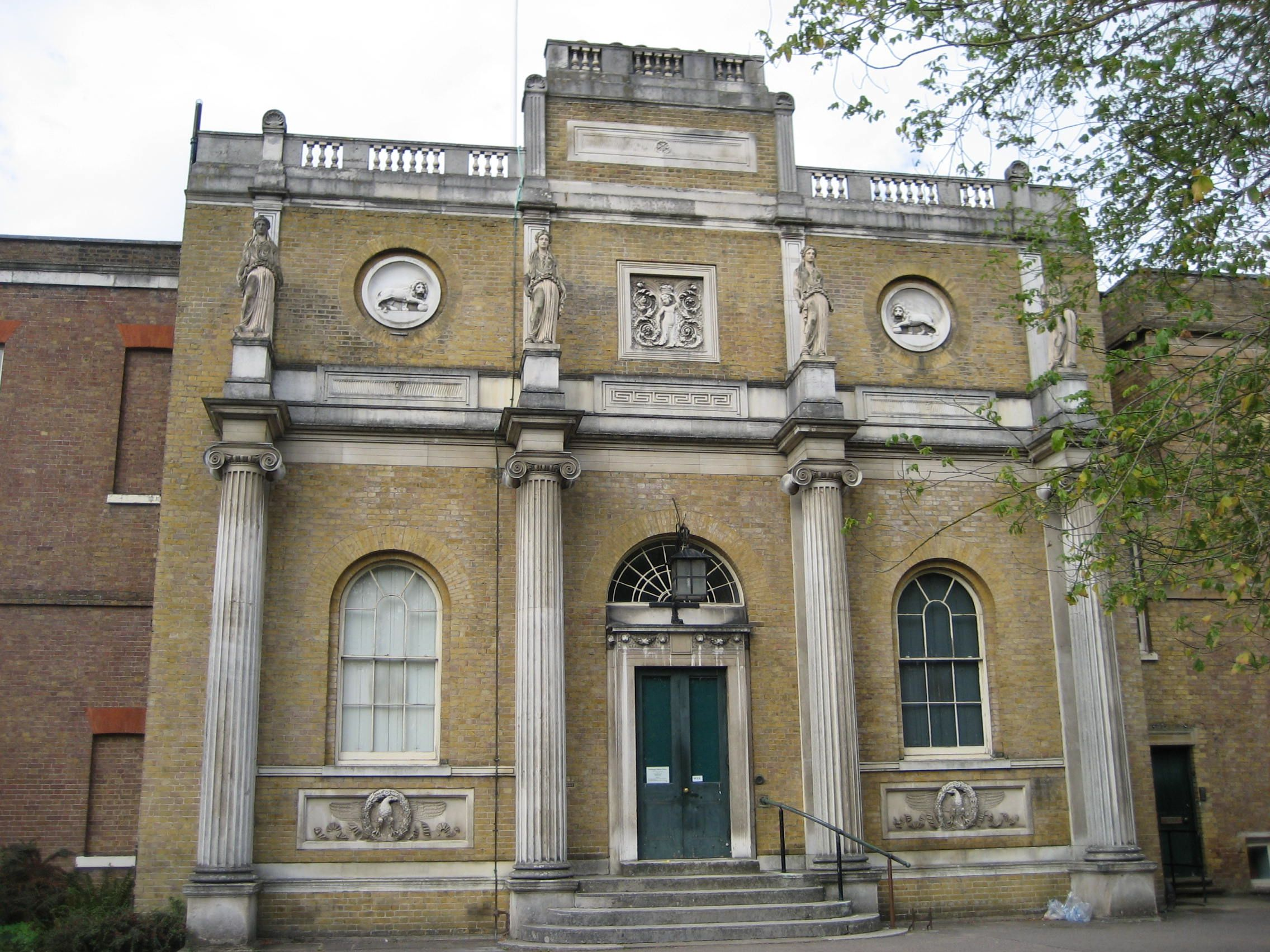
Питцхангер Манор. Фасад. 1800–1810. Илинг, Большой Лондон
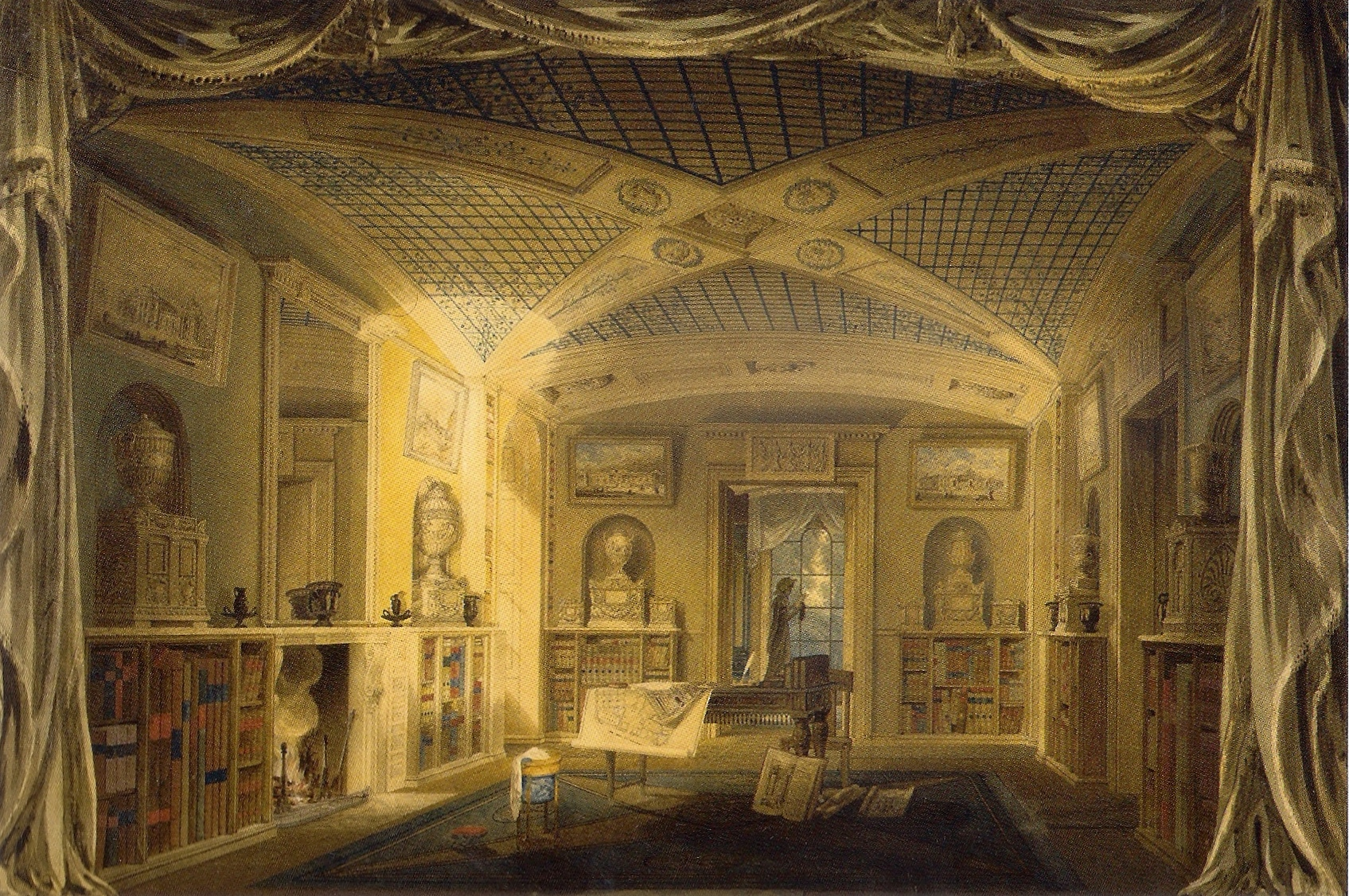
Питцхангер Манор. Библиотека. Акварель Дж. М. Гэнди. 1802.
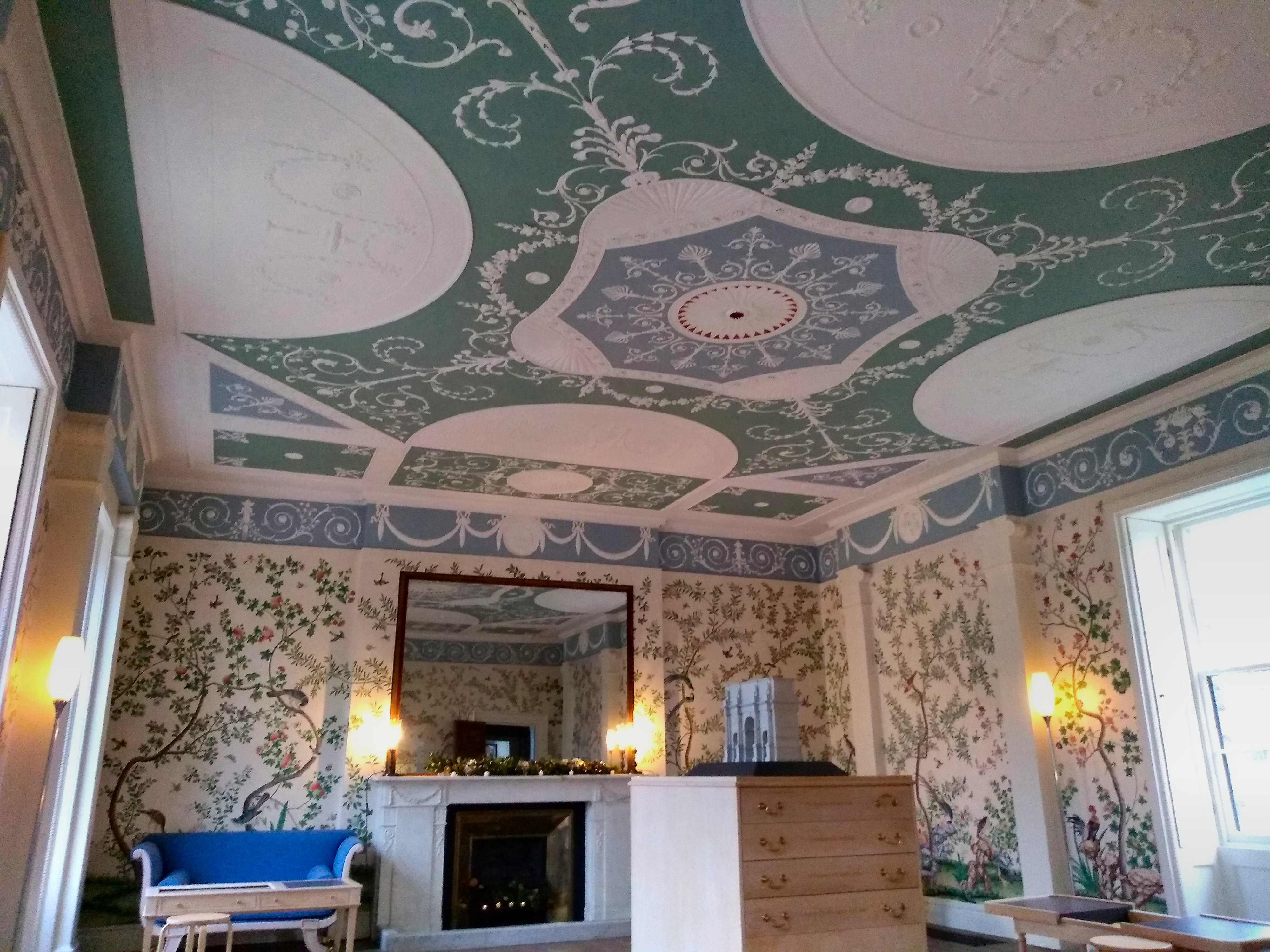
Питцхангер Манор. Интерьер столовой
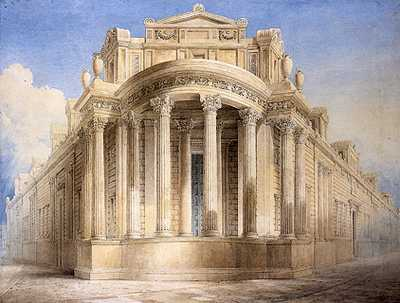
Дж. М. Гэнди. Вид на Банк Англии с северо-западного угла, возведенный в 1805 году. 1825. Акварель

## Музей
В Холборне, Лондон, по адресу Линкольнс-Инн-Филдс, 13 находится дом-музей архитектора. После итальянского путешествия Соун проникся идеями возрождения древнего (античного) искусства. В 1812 году в собственном доме он создал «Музей Соана» («Soane’s Museum»), в котором экспонировал наряду с подлинными поддельные «античные» рельефы и статуи. У себя в поместье Соун построил руину «античного храма», будто бы случайно обнаруженную во время раскопок, а затем выдумал научную дискуссию об античном происхождении своей виллы. Его друзья иронично относились к этой затее и, прежде всего, к сумбурной организации музея, где вперемешку с оригиналами были выставлены копии и подделки.
В центре одной из комнат посетителям демонстрировали подлинный саркофаг египетского фараона Сети I, обнаруженный Джованни Баттиста Бельцони, и приобретённый Соуном 12 мая 1824 года за 2000 фунтов стерлингов (самый дорогой экспонат коллекции). Hад ним на высоком постаменте высился гипсовый слепок со статуи Аполлона Бельведерского.
Другие древности включают: греческую и римскую бронзу, в том числе из Помпей, погребальные урны, фрагменты римских мозаик, греческие вазы, многие из которых выставлены над книжными шкафами в библиотеке, греческие и римские бюсты, головы статуй и фрагменты скульптуры, гипсовый слепок Афродиты Книдской и фрагменты архитектурного декора, образцы древнеримского стекла.
В музее хранится множество чертежей и архитектурных моделей, связанных с проектами Соуна, а также собранная им за много лет обширная коллекция произведений живописи, графики и скульптуры (в общей сложности около 45 000 экспонатов).
В коллекцию музея также входят живописные произведения Каналетто, Уильяма Хогарта, Томаса Лоуренса, Антуана Ватто, Джошуа Рейнольдса, И. Г. Фюсли, Уильяма Гамильтона и Огастеса Колкотта, а также три картины Дж. М. У. Тёрнера (который был дружен с Соуном) и пятнадцать рисунков Пиранези.

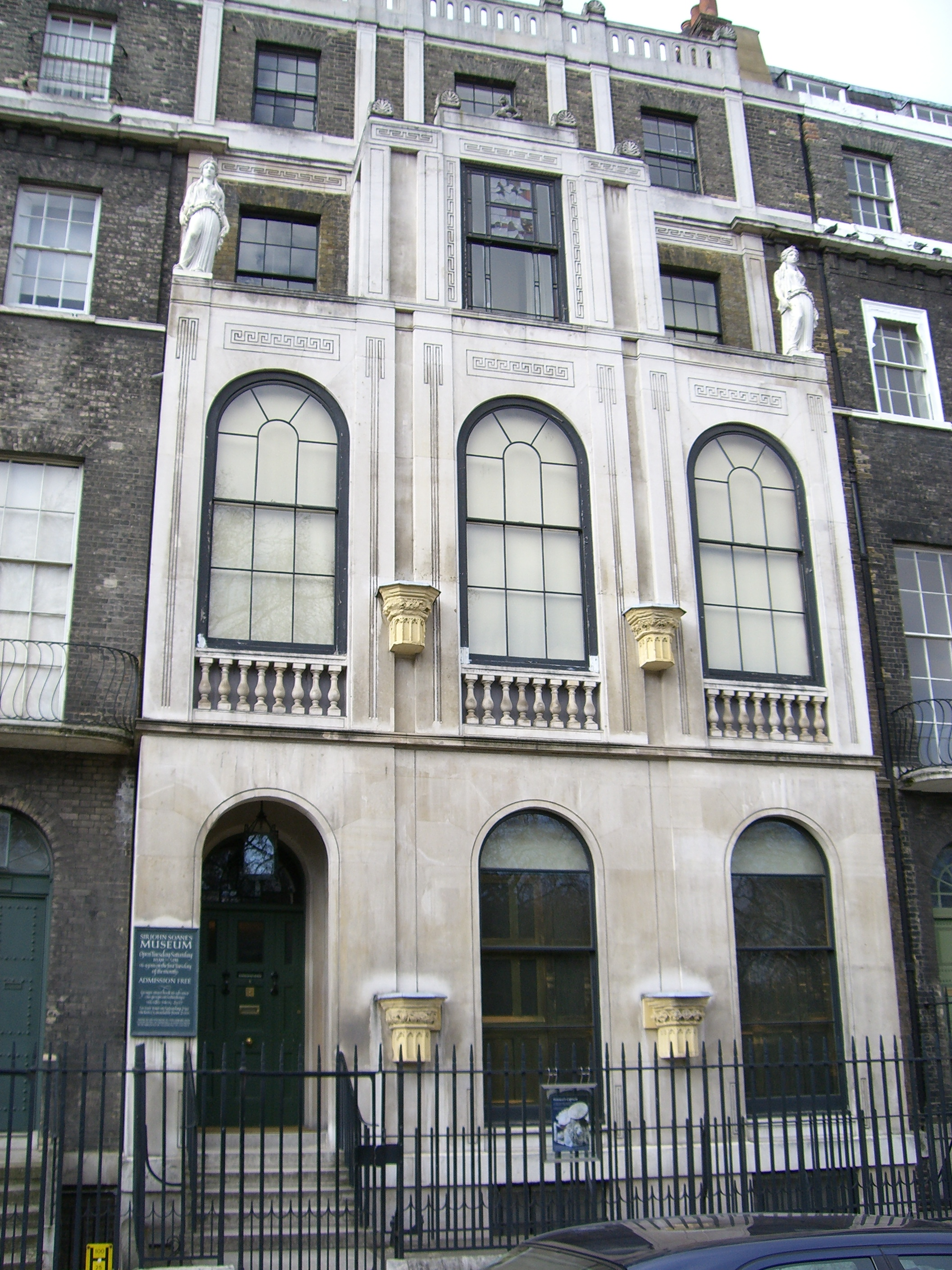
Фасад Музея Соуна в наши дни
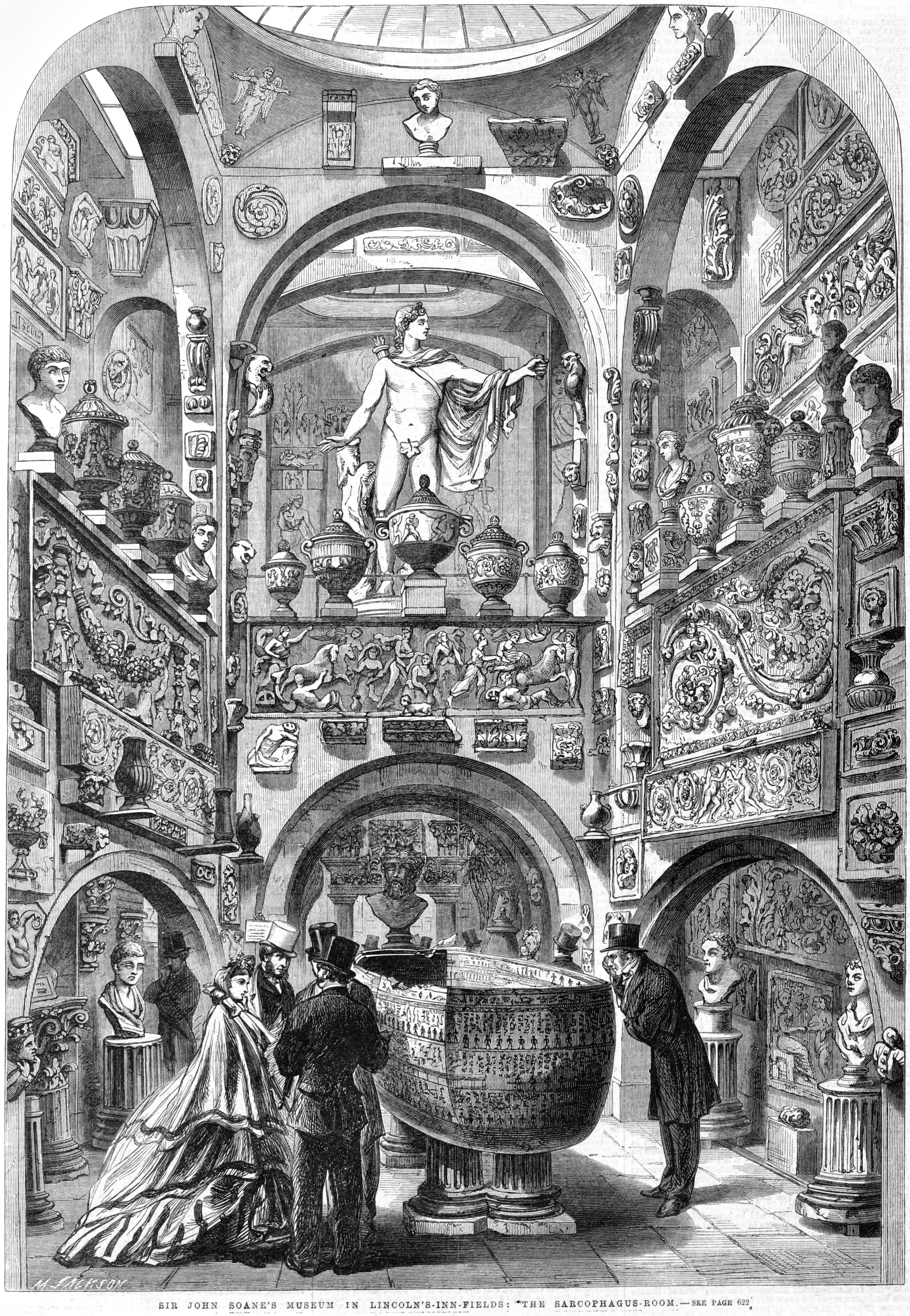
«Погребальная камера» с саркофагом Сети I в центральной части музея. «Иллюстрейтед Лондон Ньюз», 1864
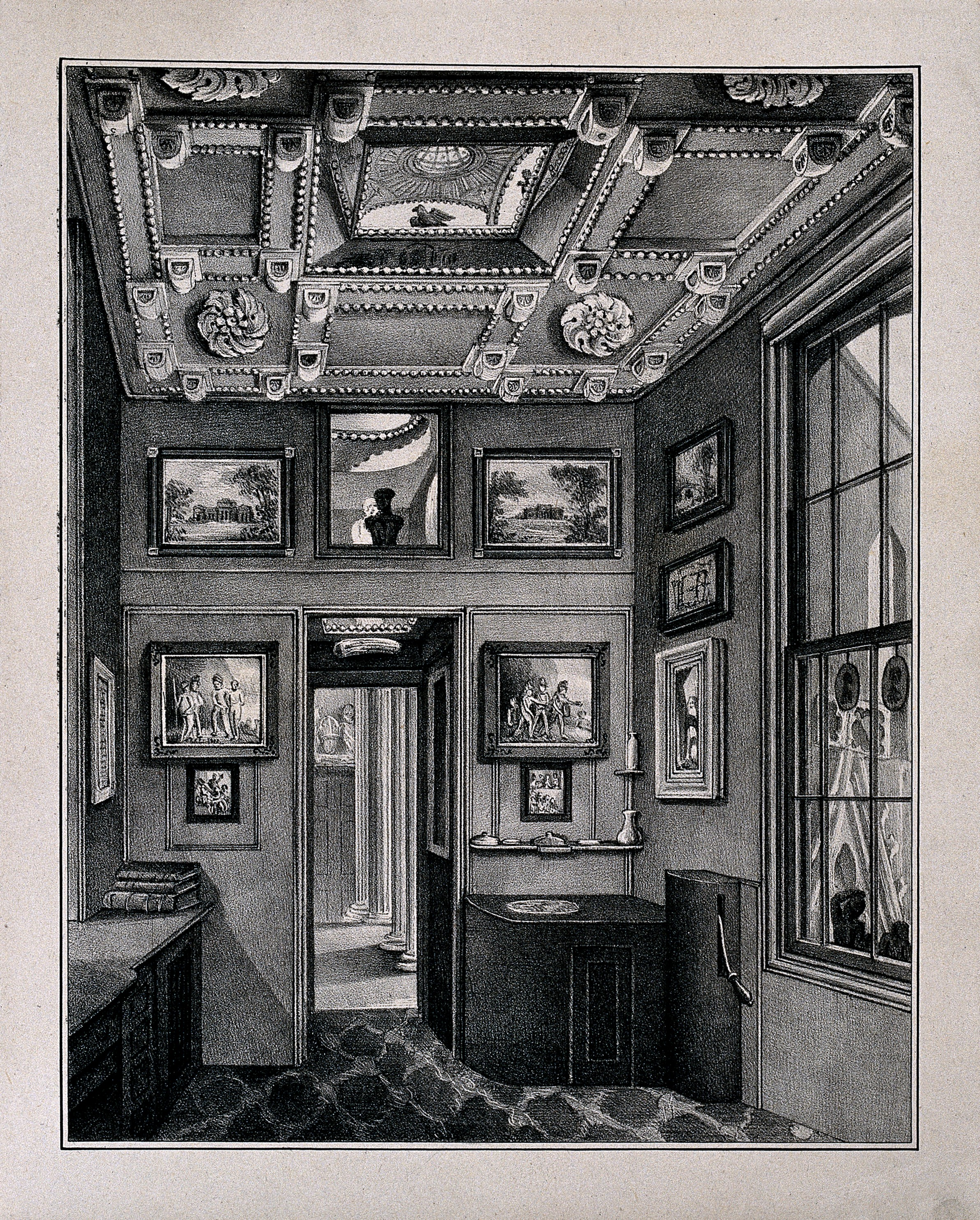
Гардеробная на первом этаже дома Соуна. Литография Ч. Дж. Ричардсона. 1835
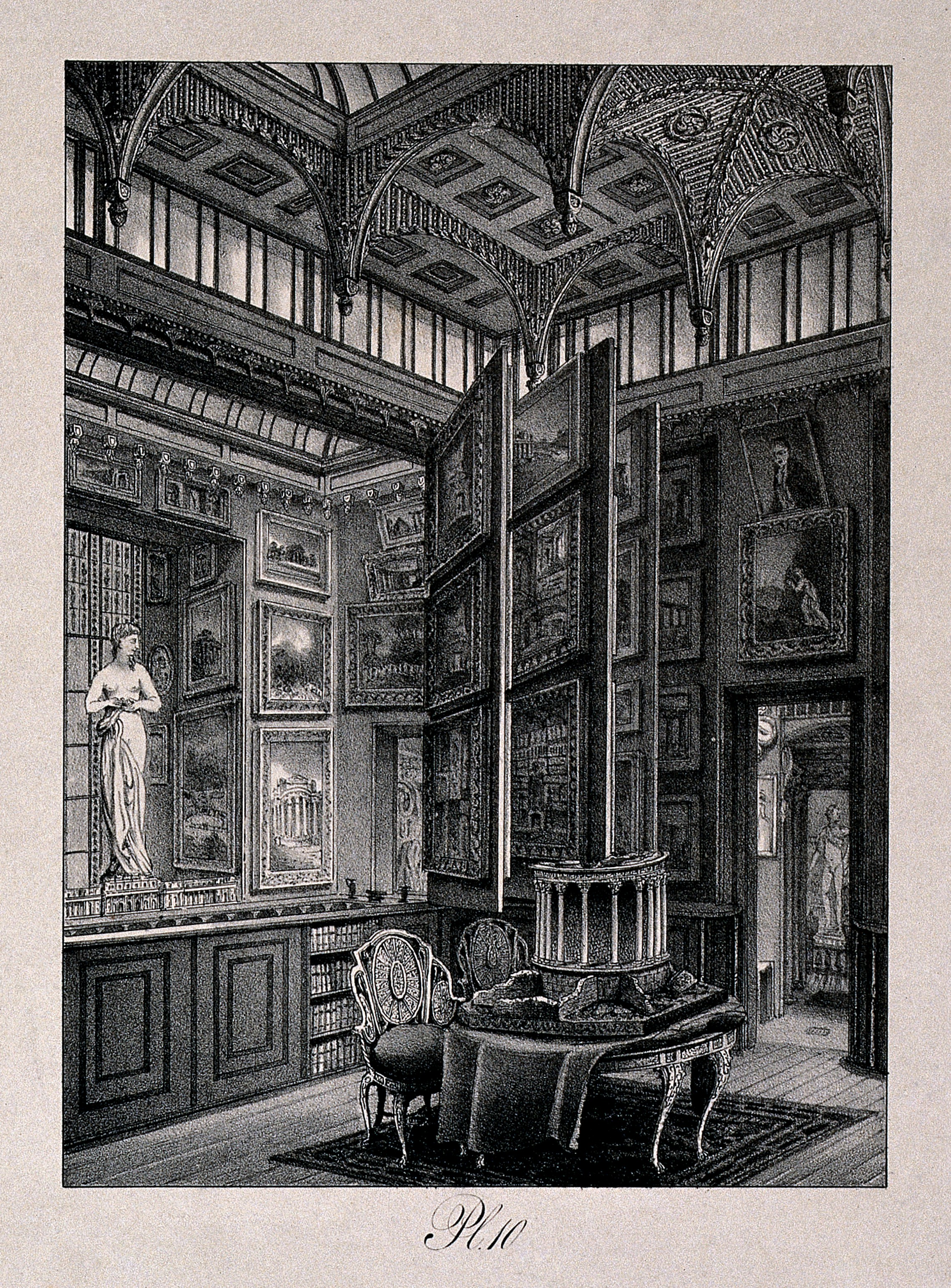
Картинная галерея с раздвижными панелями. Литография 1830 г.
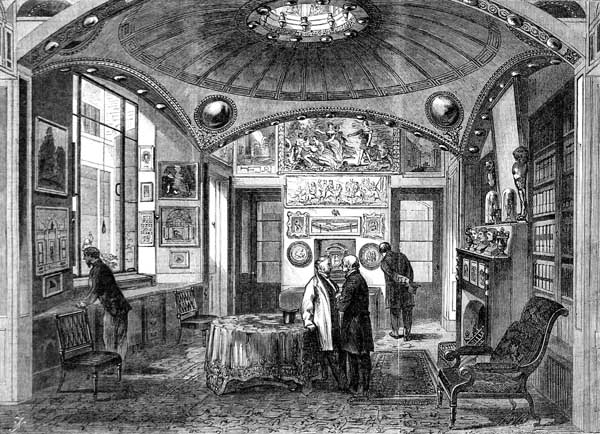
Салон для завтрака в доме Соуна. 1864